# ناروتو شيبودن (الموسم 5)
الموسم الخامس من ناروتو شيبودن أخرجه هاياتو داتيه وأنتجه إستديو بيرو و‌تلفاز طوكيو. الموسم مستوحى من الجزء الثاني من مانغا ناروتو لمؤلفها ماساشي كيشيموتو. بدأ عرض الموسم على تلفاز طوكيو في 18 ديسمبر 2008 على تلفاز طوكيو في اليابان وانتهى عرضه في 4 يونيو 2009. أُصدر الموسم بصيغة دي في دي بعنوان فصل وحش السلحاة الشيطانية ذو الثلاثة ذيول (三尾出現 سانبي شوتسوغين). نشرت أنبليكس ستة مجلدات من 3 يونيو 2009 وحتى 4 نوفمبر 2009. في 2 يناير 2009، بدأت فيز ميديا و‌كرانشي رول بتوفير ترجمة للحلقات ناروتو شيبودن.
يحتوي الموسم خمس شارات موسيقة: اثنان للبداية وثلاثة للنهاية. الشارة الأولى هي «أقرب» (Closer) من أداء جو إينوي واستخدمت في الحلقات من 89 إلى 102. استبدلها في الحلقة 103 "توهج اليراعات" (ホタルノヒカリ هوتارو نو هيكاري) من أداء إكيمونو-غاكاري. شارة النهاية الأولى هي «قبلة وداع طويلة» (Long Kiss Good Bye) من أداء هالكالي واستخدمت فقط في أول حلقتين. أحضره!!! (バッチコイ!!! باكتشيكوي!!!) من أداء ديف بارادي وقد استخدمت في الحلقات من 91 إلى 102. استبدلها في الحلقة 103 "نفس عميق" (深呼吸 شينكوكيو) من أداء سوبر بيفر.

## أحداث الموسم
يتمحور هذا الموسم حول ظهور وحش آخر «ذو الثلاثة ذيول» وهو سلحفاة عملاقة تعيش في الماء ويسعى أوروتشيمارو إلى الوصول إليه قبل الأكاتسكي بينما تكتشف كونوها الأمر بواسطة فريقيها التاسع والسابع اللذان كانا في الأصل يطاردان أوروتشيمارو لإعادته لكونوها أو القضاء عليه ويكتشفان أن أوروتشيمارو يتعقب ذي الثلاثة ذيول بمساعديه يوكيمارو وغورين التي تستعمل فن الكريستال للقتال وتدور بينهم معارك للإمساك بهذا الوحش قبل الأكاتسكي وتنتصر فرق كونوها وتختم الوحش بضاية ماء لكن يتدخل عضوا الأكاتسكي توبي وديدرا ويتجاوزانهم ويتمكنان من الإمساك بالسلحفاة ذي الثلاثة ذيول ويختمانها ويأخذانها إلى مقر الأكاتسكي.

## قائمة الحلقات
| رقم الحلقة | عنوان الحلقة                                                                   | فصول المانغا                                  | تاريخ العرض الأصلي                            |
| ظهور ذي الثلاثة ذيول (三尾出現 سانبي شوتسوغِن) | ظهور ذي الثلاثة ذيول (三尾出現 سانبي شوتسوغِن)                                  | ظهور ذي الثلاثة ذيول (三尾出現 سانبي شوتسوغِن) | ظهور ذي الثلاثة ذيول (三尾出現 سانبي شوتسوغِن) |
| --- | ------------------------------------------------------------------------------ | --------------------------------------------- | --------------------------------------------- |
| 89 | «ثمن القوة» "تشيكارا نو دايشو" (力の代償)                                      | 342، 346                                      | 18 ديسمبر 2008                                |
| بعد أن قضى ناروتو على كاكوزو وأسقطه أرضًا، ذهب إليه كاكاشي لينهيه بالشيدوري وقتله وتعود كل الفرق إلى كونوها ويأخذون معهم جثة كاكوزو إلى تسونادي لتحللها ويخبرونها عن مهارة ناروتو الجديدة الراسين شوريكن وتكتشف أن تلك المهارة ستدمر تشاكراه وبالتالي يجب عليه ألا يستخدمها مجددا، يظهر أحد مساعدي أوروتشيمارو نينجا تدعى غورين وتكتشف أنبو كونوها مخبأهم فترسل تسونادي فريق كوريناي إلى هناك لكن كوريناي تستقيل فتأمر كاكاشي بقيادة الفريق وترسلهم لاعتقال أوروتشيمارو أو قتله ويود ناروتو اللحاق بهم لكن يأخذه جيرايا معه في رحلة تدريب لإبقاءه بعيدا عن الأمر. |                                                                                |                                               |                                               |
| 90 | «قرار شينوبي» "شينوبي نو كيتسوي" (忍の決意)                                    | 343، 346-347                                  | 25 ديسمبر 2008                                |
| يكتشف أنبو كونوها مخبأ أوروتشيمارو فتقرر تسونادي إرسال الفريق الثامن بقيادة كاكاشي لأن كوريناي إعتزلت بعد مقتل زوجها أسوما ساروتوبي فينطلق فريق كاكاشي لمخبأ أوروتشيمارو وخشية من أن يتبعهم ناروتو لإعادة ساسكي أوتشيها إلى كونوها بعد كل محاولاته السابقة التي بائت بالفشل خصوصا بعد إزدياد قوة ساسكي أوتشيها مأخرا فترسل تسونادي ناروتو مع جيرايا للتدرب على جتسو ماء جديد بمساعدة بعض الضفادع من إستدعاء جيرايا. |                                                                                |                                               |                                               |
| 91 | «اكتشاف مخبأ أوروتشيمارو» "هاكِّين — أوروتشيمارو نو أجيتو" (発見 大蛇丸のアジト) | حصرية                                         | 8 يناير 2009                                  |
| يذهب ناروتو مع جيرايا في رحلة للتدرب على جتسو ماء جديد بمساعدة بعض الضفادع من إستدعاء جيرايا، بينما يكتشف الفريق الثامن بقيادة كاكاشي مكان مخبأ أوروتشيمارو والذي يقرر إرسال كابوتو في مهمة خاصة ويبقى في المخبأ لتدريب ساسكي منتظرا وصولا جيش من نينجا قرية الصوت ليختبر قوة ساسكي أوتشيها، يستمر ناروتو في التدريب مع الضفادع على استعمال الجتسو الماء . |                                                                                |                                               |                                               |
| 92 | «اللقاء» "دياي" (遭遇)                                                         | 342-343                                       | 15 يناير 2009                                 |
| يذهب كابوتو باحثا عن نينجا امرأة تدعى غورين وهي نينجا قديمة كانت تعمل لصالح أوروتشيمارو ويأخذ أيضا نينجا من بعض المخابئ لمساعظتها في إتمام المهمة الخاصة الموكلة لهم من طرف أوروتشيمارو لكنها لا يعجبها أمر باقي النينجا، بينما يصل جيش نينجا الصوت إلى أوروتشيمارو الذي يستعملهم لإختبار قوة ساسكي أوتشيها الذي يعاركهم ويهزمهم لكن يلاحظ أوروتشيمارو أنه يفتقر إلى قوة الضربة القاتلة لكن يخبره ساسكي بأنه ستصبح ضرباته قاتلة بمجرد أن يلتقي بالشخص الذي يود قتله، بينما يتمم ناروتو تدريباته .                                                                |                                                                                |                                               |                                               |
| 93 | «القلوب المتصلة» "كايوياو كوكورو" (通い合う心)                                 | حصرية                                         | 22 يناير 2009                                 |
| بينما يتدرب ناروتو مع ضفادع جيرايا على استخدام الماء يكتشف أنهم بأنفسهم لا يستطيعون إستخدامه، بينما تقرر غورين التخلص من جميع النينجا من إختيار كابوتو ولا تترك منهم إلا النينجا رينجي وتابعوه الثلاثة ويتضح أنها تستعمل عنصر البلور ويصل إليها الفريق الثامن ويحاول شينو وضع حشرة عليها لتعقبها لكنها تغمر الحشرة بالبلور وتقتلها ويقرر فريق الثامن إرسال الحشرة إلى تسونادي لتحللها وتعرف ماهية تلك المهارة. |                                                                                |                                               |                                               |
| 94 | «ليلة ممطرة» "أمي هيتويو" (雨一夜)                                             | حصرية                                         | 29 يناير 2009                                 |
| بينما ينتظر الفريق الثامن تحليل تسونادي للحشرة، تقرر هذه الأخيرة إرسال فريق دعم لهم وتأمر ياماتو بأن يجمع فريقه ويستعدوا لدعم الفريق الثامن، بينما لا يزال ناروتو يتدرب مع الضفادع على استعمال الجتسو الماء، يظهر فتى يدعى يوكيمارو الذي ينوي أوروتشيمارو إستعماله لمهمته فيأمر كابوتو بأن يعطيه حبات دواء لإيقاظ قواه التي تتسبب له في ٱلالام بالمعدة وعسر في الهضم . |                                                                                |                                               |                                               |
| 95 | «الفاتنان» "فوتاتسو نو أوماموري" (ふたつのお守り)                              | حصرية                                         | 5 فبراير 2009                                 |
| بينما كان ناروتو يستيقظ من نومه لا يجد جيرايا هناك ويرى أنه ترك له رسالة يخبره فيها بأنه لديه بعض الأعمال لذا سيتدرب ناروتو على يد الضفادع، فيقرر أن يرتاح قليلا ويصدف أن كابوتو ويوكيمارو أتوا إلى القرية التي يوجد بها ناروتو فيلتقي ناروتو يوكيمارو ويحصل بينهم سوء تفاهم ويتعاركان ويقرر كابوتو عدم التدخل خشية من أن تنكشف مهمته السرية الموكلة له من طرف أوروتشيمارو لكن يتوقف القتال ويعود ناروتو للتدريب مع الضفادع ويعلموه المهارة في اللحظة الأخيرة وينضم لفريقه .                                                                                     |                                                                                |                                               |                                               |
| 96 | «العدو الخفي» "ميزارو تيكي" (見えざる敵)                                       | حصرية                                         | 12 فبراير 2009                                |
| بعض إنضمام ناروتو للفريق يقررون البحث عن الفريق الثامن ومساعدته، يكتشف رينجي أنه مطارد من قبل نينجا فيقرر إرسال مساعديه الثلاثة ( غوزو وكيغيري ونوراري ) فينشر عليهم كيغيري غيمة من الدخان لتظليلهم فيهاجم غوزو كاكاشي ويعاركه بينما يهاجم نوراري هيناتا ويقرر كيبا وأكامارو مساعدتها ويتعارك النينجا فيما بينهم وينتصر الفريق الثامن فتقرر غورين التدخل . |                                                                                |                                               |                                               |
| 97 | «متاهة الانعكاس المشوه» "رانهانشا نو ميكيو" (乱反射の迷宮)                     | حصرية                                         | 19 فبراير 2009                                |
| تتدخل غورين في القتال بعد هزيمة أتباع رينجي ( غوزو وكيغيري ونوراري ) على يد الفريق الثامن وتقوم بصنع متاهة من الكريستال وتستعمل نسخ من الكريستال لمهاجمتهم ولكن هنا يأتي الفريق السابع ويتدخلون ويحاولون تحريرهم ولكن يفشلون فيقوم ناروتو بإستدعاء الضفادع ويدمرون المتاهة وينقذون الفريق الثامن . |                                                                                |                                               |                                               |
| 98 | «ظهور الهدف» "أراواريتا هيوتيكي" (現れた標的)                                  | حصرية                                         | 26 فبراير 2009                                |
| يحطم ناروتو والضفادع التي إستدعاه المتاهة الكريستالية وينقذ هيناتا وبقية الفريق الثامن لكن يستغل رينجي وغورين ذلك الوقت للوصول إلى كابوتو مع يوكيمارو بجانب بركة مائية ويتضح أن كابوتو يود استعمال الفتى لإستدعاء الوحش سانبي ذي الثلاثة ذيول وينطلق الفريقان للحاق بهم . |                                                                                |                                               |                                               |
| 99 | «الوحش المذيل الهائج» "أريكورو بيجو" (荒れ狂う尾獣)                            | حصرية                                         | 5 مارس 2009                                   |
| يتمكن كابوتو من إستدعاء الوحش سانبي ذي الثلاثة ذيول ويتببن أنه مجرد سلحفاة عملاقة وتكتشف الأكاتسكي الأمر فيقررون إرسال توبي وديدرا للإمساك به لكنهم متأخرون فيهيج الوحش ويخرج عن السيطرة، بينما يصل الفريقان ويريان ما يحدث ويخبرون تسونادي بذلك . |                                                                                |                                               |                                               |
| 100 | «داخل الضباب» "كيري نو ناكا دي" (霧の中で)                                     | حصرية                                         | 12 مارس 2009                                  |
| يخبر ناروتو تسونادي بما رأى فتقرر إرسال فريق ختم بينما يهاجم الوحش سانبي بقية النينجا ويطلق ضبابا يتسبب لهم بالهلوسات بينما يصل فريق الختم ويستعدون لمهاجمتهم . |                                                                                |                                               |                                               |
| 101 | «مشاعر كل شخص» "سوريزوري نو أوموي" (それぞれの想い)                            | حصرية                                         | 26 مارس 2009                                  |
| بعد وصول فريق الختم يهاجمون بقية الشينوبي والوحش سانبي فيذهب ناروتو باحثا عن يوكيمارو وتوقفه غورين فيتعاركان ويعارك كاكاشي وياماتو غوزو بينما يقوم البقية بمساعدة فريق الختم لختم سانبي . |                                                                                |                                               |                                               |
| 102 | «إعادة تنظيم!» "سايهينسيه!" (再編成!)                                          | حصرية                                         | 26 مارس 2009                                  |
| يجد بقية شينوبي كونوها وفريق الختم صعوبة في كبح قوى سانبي من جهة وقوى نينجا أوروتشيمارو من جهة أخرى لكنهم يستعيدون تنظيمهم بعد وصول لي وإينو وتشيزوني وتن تن لدعمهم. |                                                                                |                                               |                                               |
| 103 | «حاجز ختم الزوايا الأربع» "كيكَّاي شيهو فوجين" (結界四方封陣)                    | حصرية                                         | 9 أبريل 2009                                  |
| يعارك ناروتو وساي وشينو كاكاشي غوزو وغورين بينما يقضى على أتباع رينجي من طرف تن تن وإينو ولي وشيزوني يستعد فريق الختم لختم سانبي. |                                                                                |                                               |                                               |
| 104 | «تحطيم فن الكريستال» "شوتون كوزوشي" (晶遁崩し)                                 | حصرية                                         | 9 أبريل 2009                                  |
| يهزم كاكاشي غورين ويستعد لقتلها بواسطة الشيدوري لكن يضحي غوزو بحياته لإنقاذها ويجتمع الشينوبي كونوها بعد إنتصارهم لكبح سانبي . |                                                                                |                                               |                                               |
| 105 | «معركة الحاجز» "كيكَّاي كوبوسين" (結界攻防戦)                                    | حصرية                                         | 16 أبريل 2009                                 |
| تبدأ غورين بتذكر ذكريات حول ماضيها عندما كانت تعمل مع أوروتشيمارو ويتضح أنها هي من قتلت أم يوكيمارو، بينما لا يتمكن نينجا كونوها من كبح قوى سانبي . |                                                                                |                                               |                                               |
| 106 | «الكاميليا الحمراء» "أكاي تسوباكي" (赤い椿)                                    | حصرية                                         | 23 أبريل 2009                                 |
| لا يتمكن النينجا من كبح قوى سانبي فيقوم ناروتو وغورين بقتال سانبي وبعد عراك طويل ينتهي بهم الأمر بإلتهامهم من طرف سانبي ويفشل يوكيمارو في التحكم به . |                                                                                |                                               |                                               |
| 107 | «مرافقون غرباء» "غويتسودوشو" (呉越同舟)                                        | حصرية                                         | 30 أبريل 2009                                 |
| بعد أن تعرض ناروتو للإلتهام من طرف سانبي مع غورين يحاول إقناعها، ببنما يبحث بقية نينجا كونوها عن ناروتو ويجد كابوتو أن كل مساعدي رينجي قد قضي عليهم فيقوم بوضع ختمة ملعونة عليهم . |                                                                                |                                               |                                               |
| 108 | «لافتة الكاميليا» "تسوباكي نو ميتشيشيروبي" (椿の道標)                          | حصرية                                         | 7 مايو 2009                                   |
| يبحث ناروتو وغورين عن طريقة للخروج من بطن سانبي ويجدون أنفسهم في مواجهة سانبي صغار، بينما تذهب شيزوني وكيبا ولي لإنقاذ ناروتو، يستعمل كابوتو ختمة ملعونة على جثث تابعي رينجي التي تجعل منهم كالزومبي . |                                                                                |                                               |                                               |
| 109 | «الهجوم المضاد من الختمة الملعونة» "جوين نو غياكوشو" (呪印の逆襲)              | حصرية                                         | 14 مايو 2009                                  |
| تتمكن غورين وناروتو الخروج من بطن وتذهب غورين مع ناروتو لعراك الزومبي وتحرير يوكيمارو وتعترف له بأنها هي التي قتلت أمه ويسامحها، بينما لا يزال توبي وديدرا في الطريق . |                                                                                |                                               |                                               |
| 110 | «ذكرى الجريمة» "تسومي نو كيوكو" (罪の記憶)                                     | حصرية                                         | 21 مايو 2009                                  |
| تستدعي تسونادي كاتسيو لمساعدتهم على ختم سانبي ويقضي ياماتو على رينجي ويستعمله كابوتو لجعل من جثثه زومبي بينما يعارك ناروتو كابوتو . |                                                                                |                                               |                                               |
| 111 | «وعد محطم» "كوداكاريتا ياكوسوكو" (砕かれた約束)                                | حصرية                                         | 28 مايو 2009                                  |
| تقوم غورين بالتضحية بنفسها وتحول نفسها إلى كريستال مع زومبي رينجي وتسقط في البحيرة مع رينجي وينسحب كابوتو فيعود ناروتو ويستدعي الضفادع ويستعمل النسخ ليطيح بسانبي ويقضي عليه ويختمه فريق الختم بالبحيرة . |                                                                                |                                               |                                               |
| 112 | «مكان للعودة» "كايروبيكي باشو" (帰るべき場所)                                  | 317-318                                       | 4 يونيو 2009                                  |
| ينجح الفريق في ختم ذي الثلاثة ذيول في البحيرة وتنتصر فرق كونوها بمساعدة روك لي وشيزوني وإينو على كابوتو الذي يتراجع ويغادر مهزوما ويتضح أن غورين لا تزال على قيد الحياة وتغادر المكان مع يوكيمارو وتعود الفرق إلى كونوها وبعد ذلك يصل عضوا الأكاتسكي توبي وديدرا اللذان يمسكان بالوحش ذي الثلاثة ذيول ويأخذوه ليختموه، بينما لا ينفك يوكيمارو أن يعود إلى البحيرة ويتأملها. |                                                                                |                                               |                                               |

## إصدارات منزلية
| مجلد | تاريخ         | أقراص | حلقات   | مرجع  |
| ---- | ------------- | ----- | ------- | ----- |
| 1    | 3 يونيو 2009  | 1     | 89–92   | [ 5 ] |
| 2    | 1 يوليو 2009  | 1     | 93–96   | [ 5 ] |
| 3    | 5 أغسطس 2009  | 1     | 97–100  | [ 5 ] |
| 4    | 2 سبتمبر 2009 | 1     | 101–104 | [ 5 ] |
| 5    | 7 أكتوبر 2009 | 1     | 105–108 | [ 5 ] |
| 6    | 4 نوفمبر 2009 | 1     | 109–112 | [ 5 ] |